# Podsavezna nogometna liga Doboj 1962./63.
Podsavezna nogometna liga Doboj, (također i kao "Dobojska podsavezna liga", "Prvenstvo nogometnog podsaveza Doboj") je bila liga petog stupnja nogometnog prvenstva Jugoslavije u sezoni 1962./63. 
 
Sudjelovalo je 15 klubova u dvije skupine: 
- A grupa – 7 klubova, prvak "Radnički" iz Maglaja
- B grupa – 8 klubova, prvak "TOŠK" iz Tešnja

## A grupa
Također navedeno i kao I. grupa
Ljestvica
| mj. | klub                  | ut. | pob. | ner. | por. | gol+ | gol- | bod |
| --- | --------------------- | --- | ---- | ---- | ---- | ---- | ---- | --- |
| 1.  | Radnički Maglaj       | 12  | 10   | 0    | 2    | 56   | 18   | 20  |
| 2.  | Mladost Brijesnica    | 12  | 7    | 1    | 4    | 28   | 23   | 15  |
| 3.  | Bratstvo Donja Dubica | 12  | 6    | 2    | 4    | 42   | 32   | 14  |
| 4.  | Sloga Jakeš           | 12  | 6    | 0    | 6    | 28   | 29   | 12  |
| 5.  | BSK Bušletić          | 12  | 6    | 0    | 6    | 20   | 30   | 12  |
| 6.  | Naša krila Kostajnica | 12  | 3    | 0    | 9    | 25   | 44   | 6   |
| 7.  | Mladost Osječani      | 12  | 2    | 1    | 9    | 14   | 37   | 5   |

Rezultatska križaljka
| kratica | klub                  | BRA | BSK | MLAB | MLAO | NAK | RAD | SLO |
| --- | --------------------- | --- | --- | ---- | ---- | --- | --- | --- |
| BRA | Bratstvo Donja Dubica |     |     |      |      |     |     |     |
| BSK | BSK Bušletić          |     |     |      |      |     |     |     |
| MLAB | Mladost Brijesnica    |     |     |      |      |     |     |     |
| MLAO | Mladost Osječani      |     |     |      |      |     |     |     |
| NAK | Naša krila Kostajnica |     |     |      |      |     |     |     |
| RAD | Radnički Maglaj       |     |     |      |      |     |     |     |
| SLO | Sloga Jakeš           |     |     |      |      |     |     |     |
| |                       |     |     |      |      |     |     |     |
| podebljan rezultat - utakmice od 1. do 7. kola (1. utakmica između klubova) rezultat normalne debljine - utakmice od 8. do 14. kola (2. utakmica između klubova) rezultat nakošen - nije vidljiv redoslijed odigravanja međusobnih utakmica iz dostupnih izvora rezultat nakošen i smanjen * - iz dostupnih izvora nije uočljiv domaćin susreta prekrižen rezultat - poništena ili brisana utakmica p - utakmica prekinuta 3:0 p.f. / 0:3 p.f. - rezultat 3:0 bez borbe n.i. - nije igrano |                       |     |     |      |      |     |     |     |

 Izvori: 

## B grupa
Također navedeno i kao II. grupa
Ljestvica
| mj. | klub              | ut. | pob. | ner. | por. | gol+ | gol- | bod |
| --- | ----------------- | --- | ---- | ---- | ---- | ---- | ---- | --- |
| 1.  | TOŠK Tešanj       | 14  | 13   | 0    | 1    | 56   | 10   | 26  |
| 2.  | Budućnost Johovac | 14  | 9    | 1    | 4    | 29   | 24   | 19  |
| 3.  | Pobjeda Tešanjka  | 14  | 7    | 2    | 5    | 25   | 37   | 16  |
| 4.  | Bosna Teslić      | 14  | 5    | 3    | 6    | 33   | 30   | 13  |
| 5.  | Mladost Modran    | 14  | 6    | 1    | 7    | 32   | 30   | 13  |
| 6.  | Rudar Teslić      | 14  | 3    | 3    | 8    | 17   | 30   | 9   |
| 7.  | Borac Jelah       | 14  | 3    | 3    | 8    | 17   | 32   | 9   |
| 8.  | Borac Kotorsko    | 14  | 4    | 1    | 9    | 19   | 35   | 9   |

Rezultatska križaljka
| kratica | klub              | BORJ | BORK | BOS | BUD | MLA | POB | RUD | TOŠK |
| --- | ----------------- | ---- | ---- | --- | --- | --- | --- | --- | ---- |
| BORJ | Borac Jelah       |      |      |     |     |     |     |     |      |
| BORK | Borac Kotorsko    |      |      |     |     |     |     |     |      |
| BOS | Bosna Teslić      |      |      |     |     |     |     |     |      |
| BUD | Budućnost Johovac |      |      |     |     |     |     |     |      |
| MLA | Mladost Modran    |      |      |     |     |     |     |     |      |
| POB | Pobjeda Tešanjka  |      |      |     |     |     |     |     |      |
| RUD | Rudar Teslić      |      |      |     |     |     |     |     |      |
| TOŠK | TOŠK Tešanj       |      |      |     |     |     |     |     |      |
| |                   |      |      |     |     |     |     |     |      |
| podebljan rezultat - utakmice od 1. do 7. kola (1. utakmica između klubova) rezultat normalne debljine - utakmice od 8. do 14. kola (2. utakmica između klubova) rezultat nakošen - nije vidljiv redoslijed odigravanja međusobnih utakmica iz dostupnih izvora rezultat nakošen i smanjen * - iz dostupnih izvora nije uočljiv domaćin susreta prekrižen rezultat - poništena ili brisana utakmica p - utakmica prekinuta 3:0 p.f. / 0:3 p.f. - rezultat 3:0 bez borbe n.i. - nije igrano |                   |      |      |     |     |     |     |     |      |

 Izvori: 